# Virginia Slims Championships 1984
Il Virginia Slims Championships 1984 è stato un torneo di tennis femminile che si è giocato al Madison Square Garden di New York negli USA dal 27 febbraio al 4 marzo su campi in sintetico indoor. È stata la 13ª edizione del torneo di fine anno di singolare, l'8a del torneo di doppio.

## Campionesse

### Singolare
Martina Navrátilová ha battuto in finale  Chris Evert con il punteggio di 6–3, 7–5, 6–1

### Doppio
Martina Navrátilová /  Pam Shriver hanno battuto in finale  Jo Durie /  Ann Kiyomura con il punteggio di 6–3, 6–1